# إيرل فينش
إيرل فينش (بالإنجليزية: Earl Finch)‏ هو سياسي أمريكي، ولد في 27 أكتوبر 1830، وتوفي في 11 يونيو 1888. انتخب عضو جمعية ولاية ويسكونسن.